# Tutuala
Tutuala (tidigare Nova Sagres) är en by i det östtimoresiska distriktet Lautém och huvudort för subdistriktet och suco Tutuala.

## Orten Tutuala

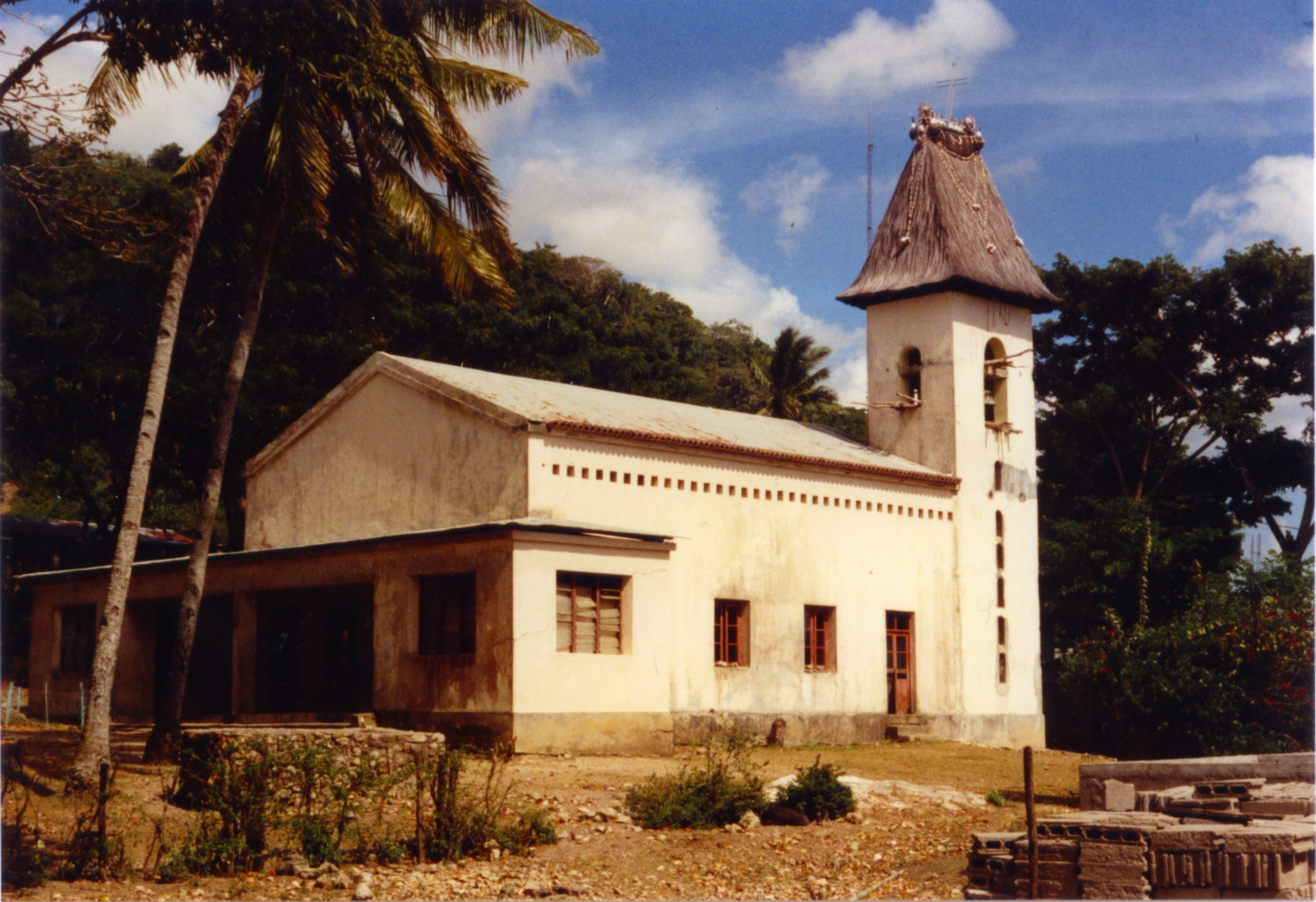
Kyrka Tutuala

Tutuala ligger ungefär 190 km fågelvägen öster om landets huvudstad Dili. Byn ligger i närheten av Kap Cutcha, ön Timors östligaste punkt. Ned till stranden leder en oasfalterad väg brant nedåt genom en skogbeklädd nationalpark. Nära stranden befinner sig grottorna Ili-kere-kere, i vilka grottmålningar finns att se. Också i närheten av Tutuala finns kalkstensgrottan Jerimalai, i vilken 42 000 år gamla arkeologiska fynd har upptäckts. Dessa är de äldsta spåren av mänsklig bosättning på Små Sundaöarna överhuvudtaget.
De flesta husen är enkla hyddor, men vid änden av byn finns en villa från kolonialtiden, där turister kan övernatta. Skolan och polisstationen har regional betydelse Orten kan nås från Lospalos med en minibuss (Mikrolét) över en dåligt utbyggd väg.
Även i denna ort förekom våldsdåd under oroligheterna i samband med självständighetsomröstningen 1999. Spåren efter förstörelsen var ännu synliga flera år efteråt. 

## Subdistriktet och suco Tutuala
Subdistriktet indelas i två sucos: Mehara och Tutuala.
Hela subdistriktet har 3 707 invånare (2004). Den största språkgruppen bildar talare av nationalspråket fataluku. I Suco Mehara, väster om Tutuala, lever de sista talarna av nationalspråket makuva.
I subdistriktet ligger Lagoa Ira Lalaro (även Suro-bec), som med 6,5 km längd och  3 km bredd är Östtimors största sjö.

## Nino Konis Santana nationalpark

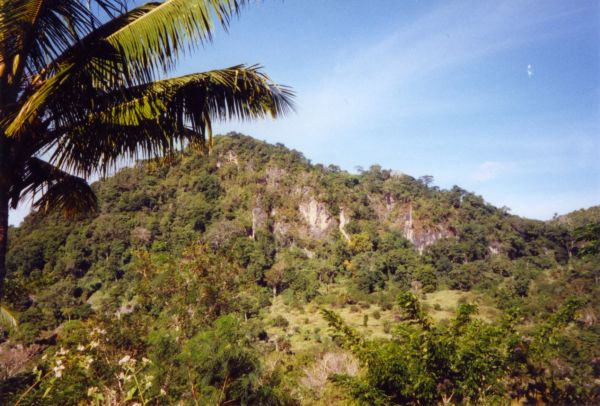
En fatu, en för Timor typisk brant klippa, nära Tutuala

Redan från år 2000 är Tutualas strand och den bakomliggande skogen ett naturskyddsområde. Den 27 juli 2007 förklarades 123 600 hektar (68 000 hektar landyta och 55 600 hektar av havet) av regeringen som landets första nationalpark, Nino Konis Santana nationalpark. Denna omfattar nu de Important Bird Areas i Loré, Monte Paitchau och Suro-Bec, samt ön Jaco och i havet koralltrekanten, ett område med den största biodiversiteten på koraller och revfiskar i världen. Den uppkallades efter den östtimoresiske frihetskämpen Nino Konis Santana (1959-1998), som föddes i Tutuala. Området var ett reträttområde för självständighetskämparna i  FALINTIL.
Naturen och det kulturella och historiska arvet i regionen ska skyddas. Till detta hör korallreven och den största återstående intakta tropiska låglands- och monsunregnskogen i regionen. Dessutom har området mytologisk betydelse för befolkningen. Sedan över 40 000 år bor människor i detta område, varför nationalparken även är intressant från arkeologiskt perspektiv. Dessutom finns det historiskt viktiga orter från den portugisiska kolonialtiden och tiden för den japanska ockupationen under andra världskriget. Regeringen understöds till nationalparken av BirdLife International och Department of Environment and Climate Change i delstatsregeringen i New South Wales i Australien.
Nationalparken härbärgerar bland annat 25 fågelarter som bara återfinns på Timor och angränsande öar, däribland den hotade mindre gultofskakadua (Cacatua sulphurea) och Treron psittaceus.